# Saguinus niger
El tamarino negro (Saguinus niger) es una especie de tamarino endémico en Brasil. 

## Taxonomía
En 1977 el tamarino negro fue clasificado como una subespecie de Saguinus midas. Actualmente se considera una especie distinta.

## Distribución
El tamarino negro habita en el estado de Pará en Brasil, al sur del río Amazonas.

## Características
El tamarín negro se distingue de los demás platirrinos es el tamaño pequeño, en que son monomórficos, poseen garras modificadas en lugar de uñas en todos los dígitos, excepto en el primer artejo (dedo gordo del pie), la presencia de dos molares opuestos a tres de ellos en cada mandíbula y nacimientos gemelares. El tamaño oscila entre 23,5 a 37,6 y pesan alrededor de 400 g.

## Dieta
Se alimentan de frutas, flores, néctar, exudados de plantas (goma, látex y savia), animales, principalmente ranas, caracoles, lagartos, arañas e insectos.

## Comportamiento
Estos tamarinos viven en grupos familiares de 4 a 15 individuos, con más frecuencia 2 a 8. Generalmente solo una hembra del grupo se aparea durante la época de celo. Un grupo de Saguinus niger observados, defendían un territorio de 35 ha.

## Estado de conservación
En 2003 fue clasificado en la Lista Roja de la UICN como «preocupación menor» LC (del inglés least concern). Pero en 2008 se reconsideró como vulnerable VU, por existir razones para creer que la especie ha experimentado una declinación en su población mayor al 30% en los últimos 18 años, debido principalmente a la pérdida de su hábitat.